# Sanne Cant

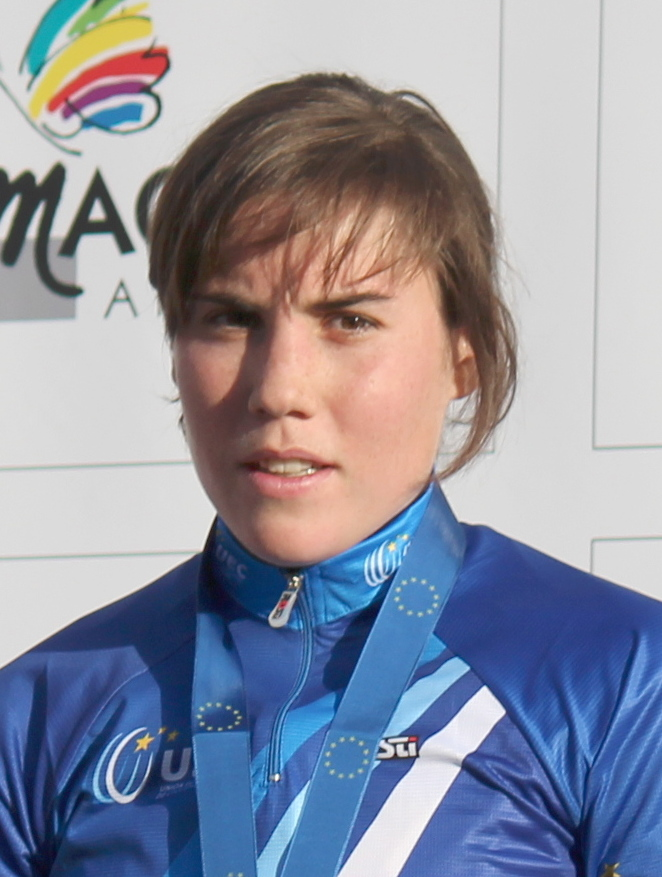
Sanne Cant, nybliven europamästare i cykelcross 2014.

Sanne Cant, född den 8 oktober 1990, är en belgisk tidigare tävlingscyklist som speciellt hade framgångar i cykelcross, i vilket hon blev världsmästare tre år i rad (2017–2019) och europamästare tre gånger, vann UCI World Cup tre gånger (2014/2015, 2015/2016 och 2017/2018), Superprestige fyra gånger i rad (2015/2016–2018/2019), Trofee veldrijden sex gånger och belgiska mästersakpen femton år i rad (från 2010 till 2024 ). Därtill rankades hon som världsetta fem år i rad.
Sanne Cant körde också lite mountainbike (belgisk mästare 2009, silvermedaljör 2012 och 2013) och landsväg (inga segrar, men tvåa i linjelopp vid Belgiska mästerskapen 2024 och trea 2018, samt därtill två fullföljda Tour de France och ett Giro d'Italia).
Cant avslutade sin karriär efter cykelcross-säsongen 2024/2025 och körde sitt sista lopp, Internationale Sluitingsprijs - Oostmalle, den 23 februari (och kom på fjärde plats).

## Utmärkelser
Sanne Cant tilldelades Flandrienne-Trofee. ett pris till bästa kvinnliga flandriska cyklist, 2017 (som första cross-cyklist)och 2018. 2019 tilldelades hon Kristallen Fiets ("Kristallcykeln") som årets bästa belgiska damcyklist (den första kvinnliga cross-cyklisten som fick detta pris).

## Meriter – landsväg
| 2013 7:a i linjelopp vid Belgiska mästerskapen 2014 10:a i linjelopp vid Belgiska mästerskapen 2015 7:a i linjelopp vid Belgiska mästerskapen 2016 9:a i linjelopp vid Belgiska mästerskapen 2017 4:a i linjelopp vid Belgiska mästerskapen 2018 3:a i linjelopp vid Belgiska mästerskapen | 2019 4:a i mixed-stafett lagtempo vid Europamästerskapen 4:a i linjelopp vid Belgiska mästerskapen 2022 5:a i Binche–Chimay–Binche 8:a i linjelopp vid Belgiska mästerskapen 10:a i Dwars door de Westhoek 2023 2:a i Grote Prijs Yvonne Reynders 2024 2:a i linjelopp vid Belgiska mästerskapen 4:a i Antwerp Port Epic Ladies |

## Meriter – cykelcross

### Junior
| 2006 Belgisk juniormästare | 2007 Belgisk juniormästare | 2008 Belgisk juniormästare |

### Elit
Världsmästerskapen och de belgiska mästerskapen avgjordes i januari–februari. Europamästerskapen infördes 2003 och hölls sedan på hösten (november). UCI World Cup, Superprestige och Cyclo-cross Trofee bestod av deltävlingar spridda under säsongen. UCI:s världsranking anger ställningen vid säsongens slut i mars. Cant var junior till och med 2007/2008, men damjuniorklassen var inte införd i VM och EM vid den tiden så hon fick starta i elitklassen (ej heller var U23 införd), däremot fanns det en damjuniorklass (men ingen dam-U23) vid de belgiska mästerskapen.
| SäsongTävling         | 2006 2007 | 2007 2008 | 2008 2009 | 2009 2010 | 2010 2011 | 2011 2012 | 2012 2013 | 2013 2014 | 2014 2015 | 2015 2016 | 2016 2017 | 2017 2018 | 2018 2019 | 2019 2020 | 2020 2021 | 2021 2022 | 2022 2023 | 2023 2024 | 2024 2025 |
| --------------------- | --------- | --------- | --------- | --------- | --------- | --------- | --------- | --------- | --------- | --------- | --------- | --------- | --------- | --------- | --------- | --------- | --------- | --------- | --------- |
| Världsmästerskapen    | 18        | 24        | 6         | 15        | 9         |           | 18        | 4         |           |           |           |           |           | 12        | 8         | 19        | –         | 14        | 8         |
| Europamästerskapen    | 15        | 9         | 9         | 10        | 14        | 1         | 5         | 6         |           | 6         |           |           | 4         | 6         | 7         | 10        | 17        | 8         | 15        |
| Belgiska mästerskapen | Jun.      | Jun.      |           |           |           |           |           |           |           |           |           |           |           |           |           |           |           |           | –         |
| UCI World Cup         | X         | X         | 12        | 8         | 4         | 6         | 5         | 4         |           |           |           |           |           | 14        | 6         | 19        | 20        | 20        | 18        |
| Superprestige         | X         | X         | X         | X         | X         | X         | X         | X         | X         |           |           |           |           | 5         | 7         | 9         | 9         | 5         | 7         |
| Trofee veldrijden     | X         |           |           |           |           |           |           |           |           |           |           | 5         |           | 5         | 7         | 5         | 9         | 7         | 6         |
| UCI:s världsranking   | 17        | 13        | 6         | 9         | 6         | 7         | 5         | 4         | 1         | 1         | 1         | 1         | 1         | 6         | 6         | 8         | 16        | 17        | 19        |

X = Ej avhållen (Cyclo-cross Trofee för damer infördes 2007/2008 och Superprestige för damer 2015/2016).      Jun. = Var junior och deltog därför i denna klass.

## Meriter – mountainbike
| 2006 2:a i cross country (XCO) vid Belgiska juniormästerskapen 2008 Belgisk juniormästare i cross country (XCO) 10:a i cross country (XCO) vid Junior-VM | 2009 Belgisk mästare i cross country (XCO) 2012 2:a i cross country (XCO) vid Belgiska mästerskapen 2013 2:a i cross country (XCO) vid Belgiska mästerskapen |

## Meriter – gravel
2024
4:a i UCI Gravel World Series WE - 3RIDES Gravel Race
10:a i Heathland Gravel